# ジェレミー・リン
ジェレミー・リン（英語: Jeremy Lin、1988年8月23日 - ）、またはジェレミー・シューハウ・リン（英語: Jeremy Shu-how Lin、中国語: 林書豪）は、アメリカ合衆国カリフォルニア州ロサンゼルス出身のバスケットボール選手。ハーバード大学卒業。NBA初の台湾系アメリカ人選手で、両親は台湾出身。

## 経歴

### 幼少期
カリフォルニア州ロサンゼルスで生まれ、バロアルトにて育つ。地元のYMCAで兄弟とともにバスケットボールをプレイした。

### 大学入学まで
高校はカリフォルニア州のパロアルト高校に進学。キャプテンを務めた三年生時にチームはカリフォルニアのCIFディヴィジョンで32勝1敗を記録した。リンは平均15.1ポイント、7.1アシスト、6.2リバウンド、5.0スティール でディヴィジョン2の1stチームに選出された。

### 大学
リンは自身のプレイのハイライトを録画したDVDを全てのアイビー・リーグの大学、カリフォルニア大学バークレー校、スタンフォード大学、そしてリンの憧れであったUCLAなどに送ったがパシフィック・テン・カンファレンスの大学は彼にウォーク・オン(スポーツ奨学金以外での入学)を望んだ。ハーバード大学とブラウン大学は彼のバスケットボールチームでのプレイを保証したがアイビー・リーグの大学にスポーツ奨学金の制度はなかった。最終的にリンはハーバード大学への入学を選ぶ。（この件に関してゴールデンステート・ウォリアーズのオーナーの一人でスタンフォード大学のファンでもあるジョー・レイコブは「スタンフォード大学がリンをリクルートしなかったのは実に愚かなことだった。少年（リン）はすぐそこにいたというのに気づいていなかったのだから」と述べている。
リンは2007-2008年の2年生時にオールアイビーリーグでセカンドチームに選ばれている。3年生時には27得点8アシスト6リバウンドの活躍で、82-70で全米ランク17位のボストン・カレッジを破っている。(その3日前にボストンカレッジは全米1位のノースカロライナ大学を破っている)。
4年生時は平均16.4得点、4.4リバウンド、4.5アシスト、2.4スティール、1.1ブロックを記録しオールアイビーリーグのファーストチームに選ばれる。また、ジョン・ウッデン賞にもノミネートされた。リンはアイビーリーグで初めて1450得点、450リバウンド、400アシスト、200スティール以上を記録した選手としてキャリアを終えた。（リンの記録は1483得点、487リバウンド、406アシスト、225スティール）
リンは3.1のGPAで卒業した。

### NBAキャリア
仮にドラフトされていれば、アイビー・リーグからドラフトされるのは1995年の2巡目で指名されたペンシルベニア大学のジェローム・アレン以来となるはずであった。アイビー・リーグの選手が最後にNBAでプレイしたのは2003年のクリス・ダドリー　(イェール大学) であり、ハーバード大学出身となれば1954年のエド・スミスにまでさかのぼる。
結局2010年のドラフトでは指名されなかったが8チームがトライアウトに招待した。ところがリンは「トライアウトは1オン1、2オン2、3オン3などがメインで、それでは自分の良さが出ない」として参加しなかった。その後サマーリーグに参加し、ダラス・マーベリックス、ロサンゼルス・レイカーズおよびいくつかのイースタン・カンファレンスのチーム (名前は明らかにされていない) から契約を提示されたが、最終的に「自分のホームタウンでプレイしたい」としてゴールデンステート・ウォリアーズと2年契約を結んだ。

### ゴールデンステート・ウォリアーズ
ウォリアーズでは29試合に出場、平均2.6得点をあげた。サンフランシスコ沿岸はアジア系アメリカ人が多く、リンは熱狂的に歓迎された。初めて出場した時にはリンがボールに触れる度にオベーションをもって会場が盛り上がり、地元の新聞紙は「カルト的なファンがいた」と評している。リン自身も「とても感動した。決して忘れられないだろう」とコメントしている。
NBADLのリノ・ビッグホーンズ行きを命じられ20試合に出場、平均18.0得点、5.8リバウンド、4.4アシスト、2.1スティール、シュート成功率47.7%、3ポイントシュート成功率38.9%の数字を残した。ロックアウト終了後の2011-12シーズン開幕前の12月9日にウォリアーズはフリーエージェントとなるデアンドレ・ジョーダンの獲得を狙い、サラリーキャップをあける目的でリンを解雇する。その後、ヒューストン・ロケッツと契約するが、すぐに解雇された。

### ニューヨーク・ニックス
2011年12月27日、ニューヨーク・ニックスと契約したが、2012年1月20日にNBADL行きを命じられる。その後Dリーグではトリプルダブルを記録し、1月23日にはニックスのロースターに復帰する。2012年2月4日のニュージャージー・ネッツ戦で36分の出場時間を与えられると、リンはチーム最多となる25得点および7アシストにターンオーバーはわずか1という高いパフォーマンスをみせる。二日後のユタ・ジャズ戦でキャリア初のスターターとして出場すると28得点8アシスト、続くワシントン・ウィザーズ戦ではダンクシュートを含む23得点10アシストでキャリア初のダブルダブルを記録。さらに続くロサンゼルス・レイカーズ戦ではキャリアハイ（そしてチームのシーズンハイ）となる38得点7アシストという大爆発で勝利。カーメロ・アンソニーとアマーレ・スタウダマイアー両選手不在間のチームを全勝に導き、チームは7連勝を記録した。
2月6日から2月12日までのプレイヤー・オブ・ザ・ウィークにイースタン・カンファレンスから選出され、各紙は"リン-サニティ(Lin-Sanity)"（Linと"尋常でない"という意味を持つ単語の"Insanity"をかけた造語）と大きくされた。同様の造語は、かつてヴィンス・カーターに対しても用いられ、この時はヴィンサニティと話題を呼んだ。
突然の大活躍をうけ、NBAオールスターゲームのライジング・スターズ・チャレンジへの出場が急遽決定した。4月にはタイム誌より世界に影響を与える100人に選ばれた。しかし、その後リンは左膝を負傷。手術を余儀無くされ、無念のシーズン終了となった。

### ヒューストン・ロケッツ
2012年7月、制限付きFAになっていたリンは、ヒューストン・ロケッツが提示した3年2500万ドルのオファーシートにサイン。一方ニューヨーク・ニックスは、カーメロ・アンソニー、アマーレ・スタウダマイアーといった高額選手を多く抱えていたこともあり、ロケッツと同じ契約を提示することが出来ず、ロケッツへの移籍が決まった。

### ロサンゼルス・レイカーズ
2014年7月、地元のロサンゼルス・レイカーズへ放出された。

### シャーロット・ホーネッツ
オフシーズンにFAとなり、2015年7月8日、シャーロット・ホーネッツと契約。12月17日のトロント・ラプターズ戦でシーズン最多の35得点を記録。2016年3月21日のサンアントニオ・スパーズ戦ではチーム最多の29得点を記録し、第1クォーター終了時の7-28から91-88の大逆転勝利の立役者となった。シーズンを通してシックスマンとして活躍、下馬評の低かったホーネッツのプレーオフ進出に大きく貢献した。オフにプレイヤーオプションを破棄し、FAとなった。

### ブルックリン・ネッツ
2016年7月1日、ブルックリン・ネッツと3年3600万ドルの契約を結んだ。しかし、2016-17シーズンは、負傷で大半を欠場。更に2017-18シーズンも、10月18日に行われた開幕戦のインディアナ・ペイサーズ戦で、左膝の重傷を負い、早々にシーズン終了となってしまった。

### アトランタ・ホークス
2018年7月13日、ドラフト指名権とのトレードでアトランタ・ホークスに移籍した。2018-2019シーズンはシュートタッチが冴え、高いフィールドゴール成功率を残した。シーズン中の2019年2月11日、強豪でのプレーを求めてホークスと契約のバイアウトに合意し、FAとなった。

### トロント・ラプターズ
FAとなった直後にトロント・ラプターズと契約した。しかし、ホークスでの好調から一転して絶不調に陥ってしまい、シーズン終盤はほとんど起用されなかった。プレーオフでは8試合に出場したが、プレータイムは合計で僅か27分だった。結果的にラプターズはプレーオフを勝ち上がり初優勝を成し遂げたが、リンはチームにほとんど貢献できなかった。オフにFAとなった。

### 中国へ
FAとなったリンはNBAチームとの契約を望んでいたものの、既に選手としての評価は落ちており、中々オファーが来なかった。それでもリンはユーロリーグのCSKAモスクワからのオファーを断るなどNBA復帰を信じていたが、2019年8月27日、CBAの北京首鋼籃球倶楽部と契約した。

## 個人成績

### カレッジ
| シーズン | チーム         | GP  | GS | MPG  | FG%  | 3P%  | FT%  | RPG | APG | SPG | BPG | PPG  |
| -------- | -------------- | --- | -- | ---- | ---- | ---- | ---- | --- | --- | --- | --- | ---- |
| 2006–07  | ハーバード大学 | 28  | 0  | 18.1 | .415 | .281 | .818 | 2.5 | 1.8 | 1.0 | 0.1 | 4.8  |
| 2007–08  | ハーバード大学 | 30  | 30 | 31.3 | .448 | .279 | .621 | 4.8 | 3.6 | 1.9 | 0.6 | 12.6 |
| 2008–09  | ハーバード大学 | 28  | 28 | 34.8 | .502 | .400 | .744 | 5.5 | 4.3 | 2.4 | 0.6 | 17.8 |
| 2009–10  | ハーバード大学 | 29  | 29 | 32.2 | .519 | .341 | .755 | 4.4 | 4.4 | 2.4 | 1.1 | 16.4 |
| Career   | Career         | 115 | 87 | 29.2 | .481 | .333 | .733 | 4.3 | 3.5 | 2.0 | .6  | 12.9 |

### NBA

#### レギュラーシーズン
| シーズン | チーム | GP  | GS  | MPG  | FG%  | 3P%  | FT%   | RPG | APG | SPG | BPG | PPG  |
| -------- | ------ | --- | --- | ---- | ---- | ---- | ----- | --- | --- | --- | --- | ---- |
| 2010–11  | GSW    | 29  | 0   | 9.8  | .389 | .200 | .760  | 1.2 | 1.4 | 1.1 | .3  | 2.6  |
| 2011–12  | NYK    | 35  | 25  | 26.9 | .446 | .320 | .798  | 3.1 | 6.2 | 1.6 | .3  | 14.6 |
| 2012–13  | HOU    | 82  | 82  | 32.2 | .441 | .339 | .785  | 3.0 | 6.1 | 1.6 | .4  | 13.4 |
| 2013–14  | HOU    | 71  | 33  | 28.9 | .446 | .358 | .823  | 2.6 | 4.1 | 1.0 | .4  | 12.5 |
| 2014–15  | LAL    | 74  | 30  | 25.8 | .424 | .369 | .795  | 2.6 | 4.6 | 1.1 | .4  | 11.2 |
| 2015–16  | CHA    | 78  | 13  | 26.3 | .412 | .336 | .815  | 3.2 | 3.0 | .7  | .5  | 11.7 |
| 2016–17  | BKN    | 36  | 33  | 24.5 | .438 | .372 | .816  | 3.8 | 5.1 | 1.2 | .4  | 14.5 |
| 2017–18  | BKN    | 1   | 1   | 25.0 | .417 | .500 | 1.000 | .0  | 4.0 | .0  | .0  | 18.0 |
| 2018–19  | ATL    | 51  | 1   | 19.7 | .466 | .333 | .845  | 2.3 | 3.5 | .7  | .1  | 10.7 |
| 2018–19  | TOR    | 23  | 3   | 18.8 | .374 | .200 | .810  | 2.6 | 2.2 | .4  | .3  | 7.0  |
| Career   | Career | 480 | 221 | 25.5 | .433 | .342 | .809  | 2.8 | 4.3 | 1.1 | .4  | 11.6 |

#### プレーオフ
| シーズン | チーム     | GP | GS | MPG  | FG%  | 3P%  | FT%   | RPG | APG | SPG | BPG | PPG  |
| -------- | ---------- | -- | -- | ---- | ---- | ---- | ----- | --- | --- | --- | --- | ---- |
| 2013     | ロケッツ   | 4  | 3  | 21.0 | .250 | .167 | 1.000 | 2.0 | 2.0 | .5  | .3  | 4.0  |
| 2014     | ロケッツ   | 6  | 0  | 29.5 | .410 | .217 | .813  | 3.7 | 4.3 | .5  | .2  | 11.3 |
| 2016     | ホーネッツ | 7  | 0  | 27.0 | .413 | .214 | .821  | 2.3 | 2.6 | .7  | .0  | 12.4 |
| 2019     | ラプターズ | 8  | 0  | 3.4  | .222 | .500 | 1.000 | .4  | .5  | .1  | .0  | 1.1  |
| Career   | Career     | 25 | 3  | 19.1 | .376 | .216 | .836  | 2.0 | 2.2 | .4  | .1  | 7.2  |

## キャリアハイ
- 38得点。2012年2月11日。ロサンゼルス・レイカーズ戦。
- 14アシスト。2012年2月20日。ダラス・マーベリックス戦。
- 7リバウンド。2012年2月21日。ニュージャージー・ネッツ戦。
- 5スティール。2012年2月20日。ダラス・マーベリックス戦。

## 主な記録
- 初先発出場から2試合連続で20得点以上。（2003年のレブロン・ジェームズ以来。NBAの歴史でも6人しか達成していない。）
- 初先発出場から最初の3試合で89得点、4試合で109得点、5試合で計136得点。（それぞれNBA記録。）
- 初先発出場から最初の6試合全てで20得点7アシスト以上。（NBA初。）

## その他
- Youtubeでjlin7というチャンネルを設立している。
- デビュー当初は丸刈りに近い髪型だったが、次第に整髪料で髪を完全に逆立たせたり、コーンロウにするなど頻繁に変わる髪型に注目が集まった。2017年にドレッドにした際にはケニオン・マーティンから黒人文化の冒涜だと批判を受けたが、ケニオンが漢字の入墨を入れていることを冷静に指摘した[14]。
- その名を一躍全米に知らしめた2012年2月4日の対ニュージャージー・ネッツ戦の前日はランドリー・フィールズの家のソファで寝たという逸話がある。
- リンは一週間で25得点、28得点、38得点と、キャリアハイを3度更新するという珍しい記録を残した。
- 両親は台湾出身である。リンはYouTubeのインタビューで「自分がチャイニーズであることを誇りに思う。また、両親が台湾人であることも誇りに思う」と語っている。台湾代表チームから誘いがあったが、リンは「自分が台湾を代表するのにふさわしいかどうか、まだ判断しかねる」と返事を保留している[15]。
- 敬虔なクリスチャンでもあり、将来は牧師としてNPO活動を支援したり、地域共同体のために働きたいと語っている。
- 2016年5月、バスケットボールクリニックの開催のためにアイスランドを訪問した際、14歳の天才バスケットボール少年を発掘したという[16]。